# Albin (postać literacka)
Albin – bohater sztuki komediowej Aleksandra Fredry Śluby panieńskie.

## Postać
Jest to osobnik sentymentalny, mazgajowaty, melancholijny; typ łzawego kochanka, lubującego się w romantycznych historiach. To młodzieniec zakochany w Klarze, która lekceważy jego zaloty, a on nie potrafi postawić na swoim. By zyskać u niej szanse wraz ze swym przyjacielem Gustawem obmyślają intrygę. Jej celem jest złamanie ślubów panieńskich złożonych przez Klarę i jej przyjaciółkę Anielę.
Odtąd Albin jest oziębły i wyniosły w stosunku do Klary, której podsunięto myśl, że ożenek z nią planuje Radost. Sam udaje wielką miłość do Anieli. Intryga przynosi oczekiwane rezultaty, Klara jest przerażona myślą, że miałaby zostać wydana za Radosta, a utraciła młodego i przystojnego wielbiciela. Skłania się więc ku Albinowi.

## Znani odtwórcy roli Albina w spektaklach teatralnych
Wojciech Alaborski, Tadeusz Bartkowiak, Robert Dudzik, Jan Englert, Jerzy Grałek, Jacek Grondowy, Adam Hanuszkiewicz, Adam Hutyra, Kazimierz Kaczor, Wiesław Komasa, Cezary Kosiński, Piotr Kozłowski, Artur Krajewski, Kazimierz Krzaczkowski, Wojciech Majchrzak, Grzegorz Małecki, Piotr Miazga, Andrzej Nardelli, Błażej Peszek, Michał Piela, Artur Pontek, Andrzej Prus, Igor Przegrodzki, Włodzimierz Saar, Krzysztof Stroiński, Czesław Wołłejko, Andrzej Zaorski.
W spektaklu Teatru Telewizji z 2003 roku Śluby panieńskie czyli magnetyzm serca rolę Albina zagrał Michał Piela.
W październiku 2010 odbyła się premiera filmu Śluby panieńskie w reżyserii Filipa Bajona, w którym w postać Albina wcielił się Borys Szyc.